# Протасово (Лямбірський район)
Прота́сово (рос. Протасово, ерз. Протасово) — село у складі Лямбірського району Мордовії, Росія. Входить до складу Протасовського сільського поселення.

## Населення
Населення — 368 осіб (2010; 403 у 2002).
Національний склад (станом на 2002 рік):
- росіяни — 76 %